# Филипповка (Кинельский район)
Филипповка — село в Кинельском районе Самарской области России. Входит в состав сельского поселения Комсомольский.

## География
Село находится в центральной части Самарской области, в пределах Высокого Заволжья, в степной зоне, на левом берегу реки Сухая Речка, на расстоянии примерно 21 км (по прямой) к востоку от Кинеля, административного центра района. Абсолютная высота — 70 м над уровнем моря.
Климат
Климат характеризуется как умеренно континентальный, с холодной малоснежной зимой и жарким сухим летом. Среднегодовая температура воздуха — 3,8 °С. Средняя температура воздуха самого тёплого месяца (июля) — 28,4 °C (абсолютный максимум — 40 °C); самого холодного (января) — −14 °C (абсолютный минимум — −40 °C). Среднегодовое количество атмосферных осадков составляет 470 мм, из которых 290 мм выпадает в период с июня по октябрь. Снежный покров держится в течение 140—150 дней.
Часовой пояс
Село Филипповка, как и вся Самарская область, находится в часовой зоне МСК+1. Смещение применяемого времени относительно UTC составляет +4:00.

## Население
| 2010 |
| ---- |
| 108  |

Половой состав
По данным Всероссийской переписи населения 2010 года, в гендерной структуре населения мужчины составляли 47,2 %, женщины — соответственно 52,8 %.
Национальный состав
Согласно результатам переписи 2002 года, в национальной структуре населения русские составляли 68 % из 152 чел.